# Melas Dorsa
Melas Dorsa és una formació geològica de tipus dorsum a la superfície de Mart, localitzada amb el sistema de coordenades planetocèntriques a -14.81 ° latitud N i 290.14 ° longitud E, que fa 486,81 km de diàmetre. El nom va ser aprovat per la UAI l'any 1976 i fa referència a una característica d'albedo.